# Nebria frigida
Nebria frigida (лат.) — вид жуков-жужелиц из подсемейства плотинников. Распространён в Сибири, Чукотском автономном округе, Магаданской, Камчатской и Амурской областях, Хабаровском крае, в Аляске и в северо-западной Канаде. Длина тела имаго 8,2—10,1 мм. Верх головы и переднеспинка чёрные с лёгким зеленоватым отливом. Надкрылья тёмно-бурые с бронзовым отливом. Голени и лапки красновато-бурые, бёдра затемнены.